# Église Saint-Michel de Périllos
Pour les articles homonymes, voir église Saint-Michel.
L'église Saint-Michel de Périllos est une église romane romane située à 5km du château de Périllos, dans le village abandonné de Périllos, dans la commune d'Opoul-Périllos, dans le département français des Pyrénées-Orientales.